# 林力
林 力（はやし ちから、1924年8月29日 - ）は、日本の学者。

## 経歴
長崎県大村市生まれ。1956年西南学院大学卒業。高校教師時代に被差別部落とかかわる。1961年（昭和36年）仲間と福岡県同和教育研究協議会を発足、26年間会長を務め、1987年（昭和62年）顧問に。この間全国同和教育研究協議会副委員長、福岡部落史研究会副会長、福岡県社会教育委員などを務めた。県立教育センター研究員、九州造形短期大学教授を経て、九州産業大学教授。九州大学教育学部他、九州各地の大学で部落問題、同和教育の講座も持つ。このほか、あらゆる差別をなくす福岡県民会議事務局長、「部落解放基本法」制定要求国民運動県実行委員会副会長、ヒューマンライツ福岡市民会議議長などを兼務。

## 主張
- 選択的夫婦別姓導入にも賛同[2]。

## 著書
- 『解放を問われつづけて』明治図書出版 解放教育選書 1974
- 『「癩者」の息子として』明石書店 1988
- 『若き教師たちへ 「同和」教育運動で学んだこと』解放出版社 1988
- 『人権百話』解放出版社 1993
- 『父からの手紙 再び「癩者」の息子として』草風館 1997
- 『山中捨五郎記 宿業をこえて』皓星社 2004
- 『人権50話』解放出版社 2007
- 『つれづれの人権日誌 歴史が遺した痛みに再生の手がかりを求めて』せいうん 2011
- 『父はハンセン病患者だった』解放出版社 2016